# أرشيبالد روبرتسون (قسيس)
أرشيبالد روبرتسون (بالإنجليزية: Archibald Robertson) (و. 1853 – 1931 م) هو قسيس، وكاتب بريطاني، توفي في أكسفورد، عن عمر يناهز 78 عاماً.

## مناصب
تولى منصب Bishop of Exeter ‏
.

## التعليم
تعلم في كلية الثالوث الأقدس، وتعلم في كلية بردفيلد ‏
.